# Эвкалипт шаровидный
Эвкали́пт шарови́дный, или Эвкалипт кле́йкий, или Эвкалипт ша́риковый, или Эвкалипт голубо́й,  или Бессты́дница (лат. Eucalýptus globúlus) — вечнозелёное дерево, вид рода Эвкалипт (Eucalyptus) семейства Миртовые (Myrtaceae).
Растение было описано французским ботаником Жаком-Жюльеном де Лабилльярдьером в его публикациях Relation du Voyage à la Recherche de la Pérouse (1800) и Novae Hollandiae Plantarum Specimen (1804). Автор собрал экземпляры в Решерш-Бей (англ. Recherche Bay) во время экспедиции Брюни Д’Антркасто в 1792 году.

## Ботаническое описание

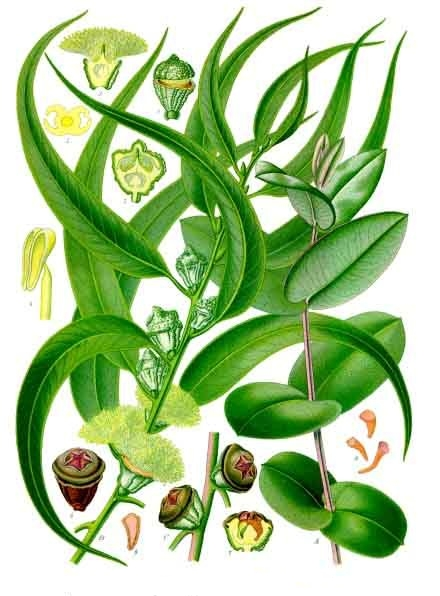

Вечнозелёное быстрорастущее дерево, с мощной корневой системой и прочной древесиной, высотой до 60—80 м и диаметром ствола 1—2 м. Молодые побеги четырёхгранные, ребристые, покрытые, как и листья, восковым налётом, ярко-сизого цвета с голубым оттенком.
Кора ствола и ветвей гладкая, беловато-серая или голубоватая, глубоко бороздчатая, с отслаивающимся наружным слоем, из-за чего на ветвях и в верхней части ствола всегда висят остатки старой коры.
Молодые листья супротивные, в значительном числе пар, от сидячих до стеблеобъемлющих, ярко-сизые, сердцевидные, яйцевидные или широко ланцетовидные, кожистые, длиной 7—16 см и шириной 1—9 см. Взрослые листья очерёдные, на черешках, тёмно-зелёные, блестящие, ланцетные или серповидно-ланцетные, заострённые, длиной 10—30 см и шириной 3—4 см, цельнокрайные, плотные. Листья более старых растений располагаются ребром к солнечным лучам. В мякоти листьев в особых просвечивающихся вместилищах содержится эфирное масло; вместилища крупные и часто занимают больше половины толщины листа.
Цветки обычно одиночные, пазушные, сидячие или располагающиеся на короткой цветоножке, кубарчатые, четырёхгранные, бородавчатые, иногда на концах веток зонтики трёхцветковые. Крышечка чашевидная, с куполовидным отростком, бородавчатая. Чашечка трубчатая, сросшаяся с завязью, деревянистая, зеленовато-сизая. Пыльники обратнояйцевидные, открывающиеся широкими параллельными щелями, желёзка шаровидная.
Плод состоит из коробочки, сросшейся с чашечкой. Коробочка сидячая, сжато-шаровидная или широко трубковидная, бородавчатая, длиной 10—15 см, шириной 15—30 мм, с несколькими рёбрами. В каждом гнезде коробочки развивается по одному или по нескольку семян, которые созревают через полтора—два года.
Цветёт в октябре, на третьем — пятом году развития растения.

## Распространение и экология
В диком виде растёт в Австралии в штатах Виктория, Новый Южный Уэльс и на острове Тасмания. Культивируется в Африке, Америке, Европе. Один из первых видов эвкалипта, ввезённых на Черноморское побережье Кавказа.
На родине растёт на влажных, хорошо дренированных, песчаных почвах в защищённых низменностях, невысоко над уровнем моря. Лучше развивается на лёгких и глубоких аллювиальных и краснозёмных почвах с умеренной влажностью. В этих условиях вырастает до размеров высокого лесного дерева. На сухих глинисто-каменистых склонах чаще кустообразен.
Относится к группе эвкалиптов средней морозостойкости. Выдерживает морозы −7… −8 °C, при понижении температуры до −9… −10 °C сильно повреждается или отмерзает от корня.
Один из наиболее быстрорастущих видов эвкалипта. В Аджарии отдельные экземпляры за первые 15 лет вырастали до высоты в 30—37 м при диаметре ствола в 50—65 см. За 40—45 лет максимально вырастали до 47—50 высоты при диаметре ствола 1—1,3 м. В Абхазии в возрасте 40—45 лет деревья достигали 25—30 м при диаметре ствола 70—80 см.

## Химический состав
Листья содержат эфирное (эвкалиптовое) масло (0,7-2 %) сложного состава: цинеол (58—80 %), пинен, эвкалиптол, дубильные вещества, горечи, смолы, терпеновые соединения, альдегиды, кетоны, свободные и эстерифицированные спирты и карбониловые соединения.
Листья, кроме того, содержат:
Макроэлементы
| Элемент          | К    | Са   | Mg  | Fe  |
| ---------------- | ---- | ---- | --- | --- |
| Содержание, мг/г | 14,1 | 16,1 | 2,4 | 0,3 |

Микроэлементы
| Элемент          | Mn   | Cu   | Zn   | Со   | Мо   | Cr  | Al   | Ва   | Se  | Ni   | Sr   | Pb        | В   |
| ---------------- | ---- | ---- | ---- | ---- | ---- | --- | ---- | ---- | --- | ---- | ---- | --------- | --- |
| Содержание, мг/г | 4,16 | 0,81 | 0,66 | 0,11 | 0,27 | 0,3 | 0,31 | 0,68 | 7,5 | 0,73 | 1,34 | 0,12—0,25 | 7,6 |

## Значение и применение
Древесина светлая, твёрдая, прочная и устойчива против гниения, поэтому её используют в кораблестроении, вагоностроении, для внутренней отделки домов, изготовления столбов, свай и шпал. Из неё также вырабатывают древесный спирт и уксусную кислоту.
Из листьев получают дубильные вещества, которые идут на выделку кожи, применяют их и в лакокрасочной промышленности.
Из ветвей плетут корзины.
Выращивают как декоративное растение, в парках, в садах и в рощах.

### В медицине
Препараты из листьев эвкалипта обладают противовоспалительным, антисептическим и отхаркивающим действием, способны возбуждать аппетит. Они активны в отношении грамположительных, грамотрицательных микроорганизмов, губительно действуют на грибы и простейшие.
Настой, отвар и масло растения используют для лечения воспалительных заболеваний носоглотки в виде ингаляций и полосканий. Свежеприготовленный настой широко применяют как отхаркивающее и противовоспалительное средство при острых бронхитах, воспалении лёгких и кашле.
Отвар и настой эвкалипта рекомендуют для стимуляции недостаточной продукции слюны и желудочного сока при гастритах с пониженной секрецией, промываний гнойных ран и хронических язв при маститах, абсцессах, флегмонах, фурункулах, обморожениях и ожогах. Препаратами лечат воспалительные заболевания женских половых органов (спринцевания, тампоны). В глазной практике отвар растения нашёл применение для лечения конъюнктивитов и других воспалительных заболеваний глаз.
Эвкалиптовое масло используют наружно как болеутоляющее и отвлекающее средство при люмбаго, невралгиях и ревматизме, а также для отпугивания насекомых — комаров, москитов, муравьёв и др.
Лист эвкалипта шарикового входит в бактерицидный препарат «Хлорофиллипт».

## Растение в культуре и искусстве
Эвкалипт шаровидный был объявлен цветочной эмблемой штата Тасмании 27 ноября 1962 года.
Растение изображено на почтовой марке номиналом 15 центов, выпущенной 10 июля 1968 года как часть набора из шести марок, изображающих цветочные эмблемы штатов Австралии.

## Классификация

### Подвиды
В рамках вида выделяют ряд подвидов:
- Eucalyptus globulus subsp. bicostata (Maiden et al.) J.B.Kirkp.
- Eucalyptus globulus subsp. globulus
- Eucalyptus globulus subsp. maidenii (F.Muell.) J.B.Kirkp.
- Eucalyptus globulus subsp. pseudoglobulus (Naudin ex Maiden) J.B.Kirkp.

### Таксономия
Вид Эвкалипт шаровидный входит в род Эвкалипт (Eucalyptus) подсемейства Myrtoideae семейства Миртовые (Myrtaceae) порядка Миртоцветные (Myrtales).
|  |                                      |  |                                                             |                                                             |                    |  | ещё 13 семейств (согласно Системе APG II) | ещё 13 семейств (согласно Системе APG II)    |                                              |  |  |  | ещё 130 родов       | ещё 130 родов           |  |  |
|  |                                      |  |                                                             |                                                             |                    |  | ещё 13 семейств (согласно Системе APG II) | ещё 13 семейств (согласно Системе APG II)    |                                              |  |  |  | ещё 130 родов       | ещё 130 родов           |  |  |
|  |                                      |  |                                                             | порядок Миртоцветные                                        |                    |  |                                           |                                              | подсемейство Myrtoideae                      |  |  |  |                     | вид Эвкалипт шаровидный |  |  |
|  |                                      |  |                                                             | порядок Миртоцветные                                        |                    |  |                                           |                                              | подсемейство Myrtoideae                      |  |  |  |                     | вид Эвкалипт шаровидный |  |  |
|  | отдел Цветковые, или Покрытосеменные |  |                                                             |                                                             | семейство Миртовые |  |                                           |                                              | род Эвкалипт                                 |  |  |  |                     |                         |  |  |
|  | отдел Цветковые, или Покрытосеменные |  |                                                             |                                                             |                    |  |                                           |                                              |                                              |  |  |  |                     |                         |  |  |
|  |                                      |  | ещё 44 порядка цветковых растений (согласно Системе APG II) | ещё 44 порядка цветковых растений (согласно Системе APG II) |                    |  |                                           | ещё 1 подсемейство (согласно Системе APG II) | ещё 1 подсемейство (согласно Системе APG II) |  |  |  | ещё более 700 видов |                         |  |  |
|  |                                      |  |                                                             | ещё 44 порядка цветковых растений (согласно Системе APG II) |                    |  |                                           |                                              | ещё 1 подсемейство (согласно Системе APG II) |  |  |  |                     |                         |  |  |